# Windows Mobile
A Windows Mobile egy Microsoft fejlesztésű üzleti mobil operációs rendszer okostelefonokra és Pocket PC-kre, rövidítése a WM. Eredete a Windows CE-hez, 1996-hoz nyúlik vissza, de a Windows Mobile maga 2000-ben jelent meg, Pocket PC 2000 néven. 2003-ban az operációs rendszert átnevezték Windows Mobile-ra. Folyamatosan jelentek meg új verziók, melyek az asztali változathoz hasonlítottak. A Windows Mobile-t főként üzleti és vállalati fogyasztóknak szánták. 2007-ben ez volt a legnépszerűbb okostelefonos operációs rendszer az USA-ban, de a következő években veszített piaci részesedéséből. 2010 februárjában a Microsoft bejelentette a Windows Phone-t, a Windows Mobile utódját. A Windows Phone nem kompatibilis a Windows Mobile eszközökkel és szoftverekkel, valamint a régebbi rendszer nem frissíthető rá. A Windows Mobile utolsó verziója, a 6.5.5, 2010 januárjában, egy hónappal a Windows Phone 7 előtt jelent meg. A terméktámogatás 2013. augusztus 1-jén megszűnt.

## Jellemzők
A legtöbb Windows Mobile verzió egy sor szabványos funkciót tartalmaz, mint például a multitasking és a fájlrendszerben való navigálás hasonlít a Windows 9x és Windows NT verzióira, amelyek támogatják a sok azonos fájltípust. Az Internet Explorer Mobile az alapértelmezett böngésző, és a Windows Media Player az alapértelmezett médialejátszó, mely a játékok digitális médiáját is le tudja játszani. A Microsoft Office Mobile, a Microsoft Office mobil változata az alapértelmezett irodai programcsomag.
A Windows Mobile támogatja a kompatibilis eszközökkel való internetmegosztást, lehetővé teszi az internet megosztását számítógépekkel is USB-n és Bluetooth-on keresztül. A Windows Mobile támogatja a virtuális magánhálózatokat (VPN) és sok PPTP protokollt.
A felhasználói felület sokat változott a verziók között, de az alapvető funkciók változatlanok maradtak. A Today képernyő, későbbi nevén a Home Screen mutatja az aktuális dátumot, a tulajdonos adatait, az aktuális találkozókat, az e-mail üzeneteket és a feladatokat. A Tálca mutatja az aktuális időt, a hangerőt és a jelerősséget.
A Windows Mobile támogatta harmadik féltől származó szoftver telepítését, mivel az eredeti Pocket PC implementációja.

## Története
A Windows Mobile alapja a Windows CE kernel. 1998-ban megjelent a Palm-size PC 1.0, mely már kifejezetten PDA-kra volt optimalizálva, és a Win9x kezelőfelületét vette át. Tulajdonképpen ez tekinthető a Windows Mobile elődjének. Egy évvel később, 1999-ben lehullott a lepel a Palm-size PC 1.2 Color-ról. 2000-ben megjelent a Pocket PC 2000 operációs rendszer, a Windows Mobile első verziója. Úgy tervezték, hogy a megjelenése és a funkciói némileg hasonlítsanak a Windows asztali változatára. Harmadik felek is korlátozás nélkül fejleszthettek rá. Az alkalmazások megvásárolhatók a Windows Marketplace for Mobile-ról.
A legtöbb korai Windows Mobile eszközök stylus-szal jelentek meg, amely a képernyő megérintésével tud adatot bevinni. Az elsődleges érintéses beviteli technológia mellett a legtöbb eszköz rezisztív érintőképernyővel rendelkezett, amely gyakran szükséges a stylus működéséhez. Később kapacitív érzékelő került a Windows Mobile-os eszközökbe, amely nem igényel ceruzát. Egyes készülékekben kicsúsztatható billentyűzet volt, míg másokban minimális arc gomb.

### Windows CE
A Microsoft kézi hordozható eszközökkel kapcsolatos kutatásokat kezdett 1990-ben, két évvel később a munka a Windows CE kernelen hivatalosan is elkezdődött. Kezdetben az operációs rendszert és a felhasználói felületet külön-külön fejlesztették. A Windows CE alapja a Windows 95 kódja volt és egy külön csoport alkotta a felhasználói felületet, melynek kódneve WinPad (később Microsoft At Work Kézi számítógépek) volt. A Windows 95 kiemelkedő pen támogatást kapott, így könnyű volt beépíteni a stylus támogatását az új operációs rendszerbe. A WinPad késett az ár és a teljesítménybeli problémák miatt. Bár a WinPad nem jelent meg a piacon, az Alpha verzióból számos elemet átépítettek a későbbi Palm-size PC 1.0-ba. A fejlesztés során külön csapat dolgozott a Pulsar projekten; úgy tervezték, hogy a Pulsar a mobilkommunikációs változata lesz a WinPad-nek. Ezt a projektet is törölték a WinPad félbeszakításakor. A két feloszlott csoport elindította a Pegasus projektet 1995-ben. A Pegasus a Windows CE-re épült, és a PDA funkciókat a WinPad-ből, a kommunikációs funkciókat a Pulsar-ból vette át. A hozzá tartozó eszközök 1996-ban kezdtek el készülni, a legtöbb ilyen eszköz toll-alapú érintőképernyős volt.

### Pocket PC 2000
A Pocket PC 2000, kódnevén "Rapier" 2000. április 19-én jelent meg, mely a Windows CE 3.0 kernelre épült. Ez volt a Windows Mobile első verziója, és egyben a Palm-size PC jogutódja. A visszafelé kompatibilitás megmaradt. A Pocket PC 2000-t főleg Pocket PC eszközökre szánták, mindazonáltal több Palm-Size PC eszköz volt szintén frissíthető. Továbbá több telefont bocsátottak ki Pocket PC 2000-rel, mert a Microsoft Smartphone platform még nem volt kész. Az egyetlen pixelsűrűség, amit támogatott ez a verzió, 240x320 (QVGA) volt. A Pocket PC 2000 a CompactFlash és MultiMediaCard memóriakártyaformátumokat támogatta. Ezidáig a Pocket PC-k nem túl sok processzorarchitektúrát támogattak. A Pocket PC 2000 viszont már több architektúrát is támogatott, pl. a MIPS-et, az SH-3-at és az ARM-ot.
A Pocket PC 2000 kinézetében a Windows 2000-re hasonlított. A Pocket PC 2000 2007. szeptember 10-től már nem támogatott.
Ennek a kezdeti verziónak több beépített alkalmazása volt, sok  az asztali Microsoft szoftverek mobil változata volt, például a Microsoft Reader, a Microsoft Money, a Pocket Internet Explorer, a Microsoft Office programcsalád és a Windows Media Player. A legtöbb itt megjelent program támogatta a Windows Mobile legtöbb későbbi verzióját is. A Pocket PC 2000 kézírásfelismerést is tartalmazott, mely az idők során megtanulja a felhasználó kézírását.

### Pocket PC 2002
A Pocket PC 2002 (kódnevén Merlin) 2001 októberében jelent meg. Csakúgy, mint elődjét, a Windows CE 3.0 kernel működtette. Hasonlít az akkor újonnan kibocsátott Windows XP-hez. Az Office Mobile kötegelt verziójába beépítettek egy helyesírás-ellenőrzőt és szószámoláseszközt. Javították a nem Microsoft-eszközökhöz való fájlküldést.

### Windows Mobile 2003
A Windows Mobile 2003, eredetileg Ozone 2003. június 23-án jelent meg. Az első Windows Mobile nevű verzió volt. 4 változata volt: a Windows Mobile 2003 Pocket PC Premium, a Windows Mobile 2003 Pocket PC Professional, a Windows Mobile 2003 Smartphone és a Windows Mobile 2003 Pocket PC Phone. Az utóbbit olyan Pocket PC-kre tervezték, melyekkel telefonálni is lehet. A Professional Editiont üzleti felhasználóknak szánták. Ebből hiányzott számos funkció, ami volt a Premium Editionben, mint például a kliens L2TP / IPsec VPN. A Windows Mobile 2003 a Windows CE 4.20 kernelt használta. Megjelent a Bluetooth támogatás, a Bluetooth headset, valamint a Bluetooth kiegészítő billentyűzet támogatása.

### Windows Mobile 5.0
A Windows Mobile 5.0, kódnevén Magneto, 2005 májusában jelent meg. A legfontosabb újítás, hogy a RAM-ba már nem lehet alkalmazást telepíteni, az kizárólag a futó alkalmazásoknak van fenntartva. A CE 4.x-et az 5.1 váltotta. Emellett csiszolták a megjelenést; a Mobile Office névre keresztelt programcsomagba bekerült a PowerPoint, a Windows Media Player 10.1-re frissült; bekerült a rendszerbe egy GPS vezérlőprogram; támogatott lett a 3G, az USB 2.0, a beépített merevlemez, a Direct3D Mobile, a DirectShow és a DirectDraw, továbbá javítottak az Internet Exploreren is.

### Windows Mobile 6.0
2007. februárban a Microsoft bemutatta a Windows Mobile 6.0-t, mely már támogatja a 320 x 320-as és 800 x 480-as kijelzőket, a memóriakártya titkosítását és az Exchange 2007-et. Ebben a verzióban debütált az 5.2-es kernel. A grafikai elemeket átalakították a Windows Vistához hasonlóra; megtalálható a rendszerben előre telepítve a Windows Live programcsalád, a Windows Mobile, a .NET Compact Framework (SP1) és az SQL Server 2005 Compact Edition; továbbá javítottak az e-mail és szervező funkciókon.

### Windows Mobile 6.1
2008. április 1-jén jelent meg, egy kisebb frissítés a 6.0-hoz. Ismét megújult a kezelőfelület, többek között a Start gomb átkerült a képernyő felső részéről az alsóra. Az Office csomagban megjelent a OneNote jegyzetelőprogram. Továbbá nőtt az akkumulátor üzemideje is.

### Windows Mobile 6.5
A Windows Mobile utolsó nagyobb frissítését 2009. októberben adta ki a Microsoft. A 6.5-nek fő újdonságai a frissített kinézet és az IE Mobile 6 böngésző. Az utolsó kisebb frissítés a 6.5.5 volt, melynek célja, hogy áthidalja a szakadékot a Windows Mobile 6.1 és a Windows Phone 7 között. A támogatása 2013. augusztus 1.-jén megszűnt. 

## Ágak
A Windows Mobile 6.x négy fő ága:
Windows Mobile Professional: érintőképernyős okostelefonokra
Windows Mobile Standard: érintőképernyő nélküli telefonokra
Windows Mobile Classic: PDA-kra és Pocket PC-kre
Windows Mobile Automotive és Portable Media Centers: pár speciális eszközre

## Fordítás
Ez a szócikk részben vagy egészben  a   Windows Mobile című angol Wikipédia-szócikk ezen változatának fordításán alapul.  Az eredeti cikk szerkesztőit annak laptörténete sorolja fel. Ez a jelzés csupán a megfogalmazás eredetét és a szerzői jogokat jelzi, nem szolgál a cikkben szereplő információk forrásmegjelöléseként.